# Аделеке, Сейи
Сейи Аделеке (англ. Seyi Adeleke; 17 ноября 1991, Лагос, Нигерия) — нигерийский футболист, полузащитник.

## Клубная карьера
Аделеке является воспитанником футбольной академии «Флайинг Спортинг». В 2009 году он присоединился к молодёжной команде «Лацио».
Летом 2011 года был отдан в аренду в клуб серии D «Пергокрема». Проведя за год 17 матчей и забив 3 мяча, полузащитник вернулся в Рим и снова отправился в аренду, на этот раз в «Салернитану».
Сезон 2013/14 Сейи начал в швейцарском клубе «Биль-Бьенн». В Челлендж-лиге нигериец дебютировал в матче 10 тура против «Виля». Всего Аделеке провёл 13 игр во втором дивизионе Швейцарии.
Летом 2014 года Сейи покинул «Лацио» и присоединился к австралийскому «Уэстерн Сидней Уондерерс». Дебют полузащитника в А-лиге пришёлся на встречу с «Веллингтон Феникс». Аделеке также принимал участие в играх своей новой команды на Клубном чемпионате мира. В 1/4 турнира в игре с «Крус Асулем» полузащитник был заменён на 72 минуте. А во встрече за 5-е место Аделеке провёл на поле все 120 минут, в серии послематчевых пенальти именно промах нигерийца стал решающим и принёс победу «Сетифу».